# Drzewnik żłobkowany
Drzewnik żłobkowany (Rhinoclemmys areolata) – gatunek żółwia z rodziny batagurowatych (Geoemydidae).

## Rozmiary
Długość karapaksu: samce do 20,6 cm, samice do 20,7 cm.

## Występowanie
Gatunek ten zamieszkuje Amerykę Centralną – Belize, Gwatemalę i Honduras oraz południowy Meksyk.

## Środowisko życia
Występuje w różnych typach siedlisk, najczęściej jednak w lasach, na obrzeżach lasów i sawannach. Jest gatunkiem głównie lądowym, rzadko widywanym w środowiskach wodnych, na mokradłach czy bagnach.

## Dieta
Jest wszystkożerny, preferuje robaki, owoce, owady oraz zieleninę.

## Hodowla
W Polsce gatunek praktycznie nie jest hodowany. W terrarium powinien znaleźć się duży basen. Najlepiej, żeby podłoże było z mchu.

## Ochrona
Gatunek ten od 2023 roku jest objęty załącznikiem II konwencji waszyngtońskiej (CITES) i aneksem B UE.